# Révolte du Whisky
La révolte du whisky (en anglais Whiskey Rebellion) est un soulèvement populaire qui débuta en 1791,  connut son apogée en 1794 et finit la même année dans la localité de Washington, dans la vallée de la Monongahela. 

## Histoire
La rébellion commença peu après que les Articles de la Confédération furent remplacés par la Constitution de 1789, qui instaurait un pouvoir exécutif plus fort. La taxe avait pour but de générer des revenus pour payer la dette de guerre contractée pendant la guerre d’indépendance américaine, ce  qui amena le secrétaire au Trésor Alexander Hamilton à trouver de nouveaux expédients : il convainquit le Congrès d'augmenter les taxes sur les spiritueux et les alcools forts comme le whisky. 
Les comtés de l'Ouest des États-Unis engagèrent alors des opérations de harcèlement contre les collecteurs de taxes. Les « Whiskey Boys » organisèrent des manifestations violentes dans le Maryland, en Virginie, dans les Caroline et en Géorgie. En 1794, cette agitation se transforma en révolte armée. 
Le président américain George Washington décréta la loi martiale et mena une armée de miliciens contre les rebelles les plus radicaux de l’ouest de la Pennsylvanie en octobre 1794. L’armée ne rencontra que peu de résistance. Il souhaitait alors faire de la Pennsylvanie un terrain d'affirmation de la puissance fédérale, avec William Rawle en tant que procureur des États-Unis du district de Pennsylvanie.